# Tegenvoorbeeld
In de logica, en vooral in de toepassingen daarvan in de wiskunde en de filosofie, is een tegenvoorbeeld een uitzondering op een voorgestelde algemene regel. 
Een voorbeeld is de stelling "alle studenten zijn lui". Omdat deze bewering stelt dat een bepaalde eigenschap (luiheid) voor alle studenten geldt, is zelfs een enkel voorbeeld van een ijverige student genoeg om deze bewering te ontkrachten. Elke hardwerkende student is dus een tegenvoorbeeld van de bewering dat "alle studenten lui zijn". Meer in het bijzonder is een tegenvoorbeeld een specifiek geval van de falsificatie van een universele kwantor (een "voor alle" bewering).
In de wiskunde wordt deze term (door een licht misbruik) soms ook gebruikt voor voorbeelden die de noodzaak van de volledige hypothese van een stelling illustreren, door een geval te beschouwen waar een deel van de hypothese niet geldt, en waar men kan aantonen dat de conclusie niet opgaat. 
Soms wordt beweerd "Er is geen regel zonder uitzondering" en als er een tegenvoorbeeld  wordt gevonden, dan is dat "de uitzondering die de regel bevestigt". Het hoeft geen betoog dat deze redenering in de logica niet serieus wordt genomen.